# Iraqi Women's League
Rabitat al-Maraa al-Irakia som internationellt går under namnet Iraqi Women's League är en irakisk kvinnoorganisation grundad 10 mars 1952 av Naziha al-Dulaimi under namnet League for Defending Iraqi Woman's Rights. Organisationen bytte namn till Iraqi Women's League 1958.

## Historik
Organisationen bildades 1952. Vid denna tidpunkt pågick en diskussion om kvinnlig rösträtt i Irak.
1953 arrangerade organisationen en stor kampanj kallade Kvinnors Rättigheters Vecka med symposium och agiterande i press och radio.   
Det muslimska prästerskapet arrangerade som svar Dygdens Vecka, där de kallade till strejk och agiterade i radio, där de kallade rösträttskvinnor för otacksamma mot Islam, som gett dem rättigheter, genom att kräva rösträtt, som var omöjlig att förena med islam eftersom den krävde att könsegregationen bröts.

### Modern historik
Organisationen förbjöds av Saddam 1979. Den återuppstod efter Saddams fall 2003. 
Intisar Al-Amyal som är ledande frontfigur för organisationen vann Per Anger-priset 2020.